# Hydrogamasellus coleoptratus
Hydrogamasellus coleoptratus är en spindeldjursart som först beskrevs av Berlese 1888.  Hydrogamasellus coleoptratus ingår i släktet Hydrogamasellus och familjen Ologamasidae. Inga underarter finns listade i Catalogue of Life.